# Hologymnosus doliatus
Hologymnosus doliatus es una especie de peces de la familia Labridae en el orden de los Perciformes.

## Morfología
Los machos pueden llegar alcanzar los 50 cm de longitud total.

## Distribución geográfica
Se encuentra desde el África Oriental hasta el sur de KwaZulu-Natal (Sudáfrica), Samoa e Islas de la Línea.